# François Hamon (cyclisme)
Pour les articles homonymes, voir François Hamon et Hamon.
François Hamon, né le 20 janvier 1939 à Guerlesquin, est un coureur cycliste français. En 1960, il est sélectionné en équipe de France pour les Jeux olympiques. Après sa carrière professionnelle, il a continué les compétitions en amateurs, remportant de nombreux succès en Bretagne.
Il est le beau-père de l'athlète Denis Lemeunier.

## Palmarès
- 1957
  -  Champion de Bretagne sur route
  - 2e du Grand Prix Pierre Le Doaré
- 1958
  -  Champion de Bretagne des sociétés
  - 2e et 3e étapes de l'Essor breton
  - 3e de l'Essor breton
  - 6e du championnat du monde sur route amateurs
- 1959
  -  Champion de France des sociétés
  -  Champion de Bretagne des sociétés
  - 2e de l'Essor breton
  - 2e du championnat de Bretagne sur route
- 1960
  - 3e de Paris-Verneuil
- 1961
  - Une étape du Circuit des Ardennes
  - 2e du championnat de Bretagne sur route
- 1962
  - Circuit du Finistère
  - 2e du Grand Prix du Parisien (contre-la-montre par équipes)
  - 3e du championnat de France des indépendants
- 1963
  - 4e épreuve de la Mi-août bretonne
  - Grand Prix du Parisien (contre-la-montre par équipes)
  - 2e du Grand Prix de Monaco
  - 3e du Critérium de Saint-Georges-de-Chesné
- 1964
  - 2e du Circuit du Morbihan
  - 3e du Grand Prix d'Antibes
- 1965
  - 3ea étape du Tour de Romandie
  - 3e du Circuit de l'Aulne
- 1967
  - Grand Prix de Plouay
- 1972
  - 2e du Tour d'Émeraude

## Résultats sur les grands tours

### Tour de France
1 participation
- 1964 : 71e